# Unsan
Unsan (Hán Việt: Vân Sơn) là một huyện của tỉnh Pyongan Bắc tại Cộng hòa Dân chủ Nhân dân Triều Tiên. Huyện giáp với Hyangsan và Huichon (Chagang) ở phía đông, Kujang và Nyongbyon ở phía nam, Tongchang và Taechon ở phía tây, Songwon (Chagang) ở phía bắc.
Sông Kuryong (구룡강) tạo thành một thung lũng và bồn địa dốc ở trung tâm của huyện, cũng với đó là các chi lưu như sông Uhyon, sông Choyang, sông Yonghung, và Pungsanchon. Nhiệt độ trung bình năm là 8,2 °C, dao động từ -10,2 °C và tháng 1 đến 23,8 °C vào tháng 8. Khí hậu khá ẩm ướt với lượng mưa trung bình năm là 1400 mm. 73% diện tích của huyện là đất rừng, trong khi chỉ 15,5% là đất canh tác.
Trong tổng diện tích đất canh tác của Unsan, hầu hết (70%) ruộng khô, với một số mục trường; các cây trồng tại địa phươn bao gồm ngô, đỗ tương, khoai lang, rau và cả lúa gạo. Unsan dẫn đầu cả tỉnh về sản xuất khoai lang. Bên cạnh đó là ngành trồng cây ăn quae, khai thác vàng và bạc, các nhà máy sản xuất dệt và đồ gang.
Tại Yongho-ri trên sườn Kubongsan, có các ngôi mộ từ thời Cao Câu Ly. Một ngôi mộ truyền thống dành cho Vệ Mãn Cổ Triều Tiên cũng nằm trên địa bàn. Unsan có tuyến đường sắt Unsan chạy qua.
Năm 2008, dân số toàn huyện Uiju là 102.928 người (48.907 nam và 54.021 nữ), trong đó, dân cư đô thị là 36.482 người (35,4%) còn dân cư nông thôn là 66.446 người (64.6%).